# Kościół w Höör
Kościół w Höör (szw. Höörs kyrka) – luterańska świątynia znajdująca się w szwedzkim tätorcie Höör.

## Historia
Świątynia została wzniesiona w XII wieku przez mistrza Mårtena. W 1769 dobudowano północne ramię transeptu, a w 1821 powstała wieża. W 1890 wzniesiono nową iglicę wieży, nowe szczyty i południowe ramię transeptu, podczas remontu odkryto ślady fresków zdobiących dawniej świątynię.

## Architektura
Wnętrze zdobi oryginalna, średniowieczna chrzcielnica, przypisywana samemu mistrzowi Mårtenowi. Ambona z 1601 i ołtarz 1609 pochodzą z warsztatu renesansowego artysty Jacoba Kremberga. W ołtarzu, mimo reformacji, ustawiono średniowieczną rzeźbę Madonny. We wnętrzu znajduje się również kopia figury Chrystusa Bertela Thorvaldsena, podarowana w 1880 roku. Na wieży zawieszone są 3 dzwony: najstarszy odlano w Stralsundzie w XV wieku, drugi wykonano w 1632 roku i przelano w 1914, a najmłodszy pochodzi z roku 1957. Wnętrze zdobi osiem dwudziestowiecznych witraży, wykonanych m.in. przez Gunnara Theandera i Martina Sjöbloma. Wykonane w Słowenii organy są repliką XVIII-wiecznego instrumentu Gottfrieda Silbermanna, ich inauguracja miała miejsce w styczniu 2011.

## Galeria

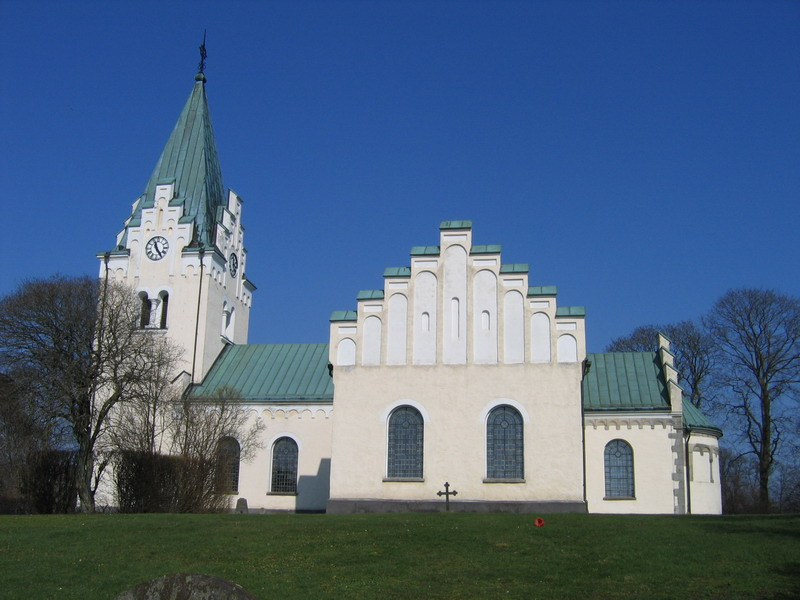
Widok z południa
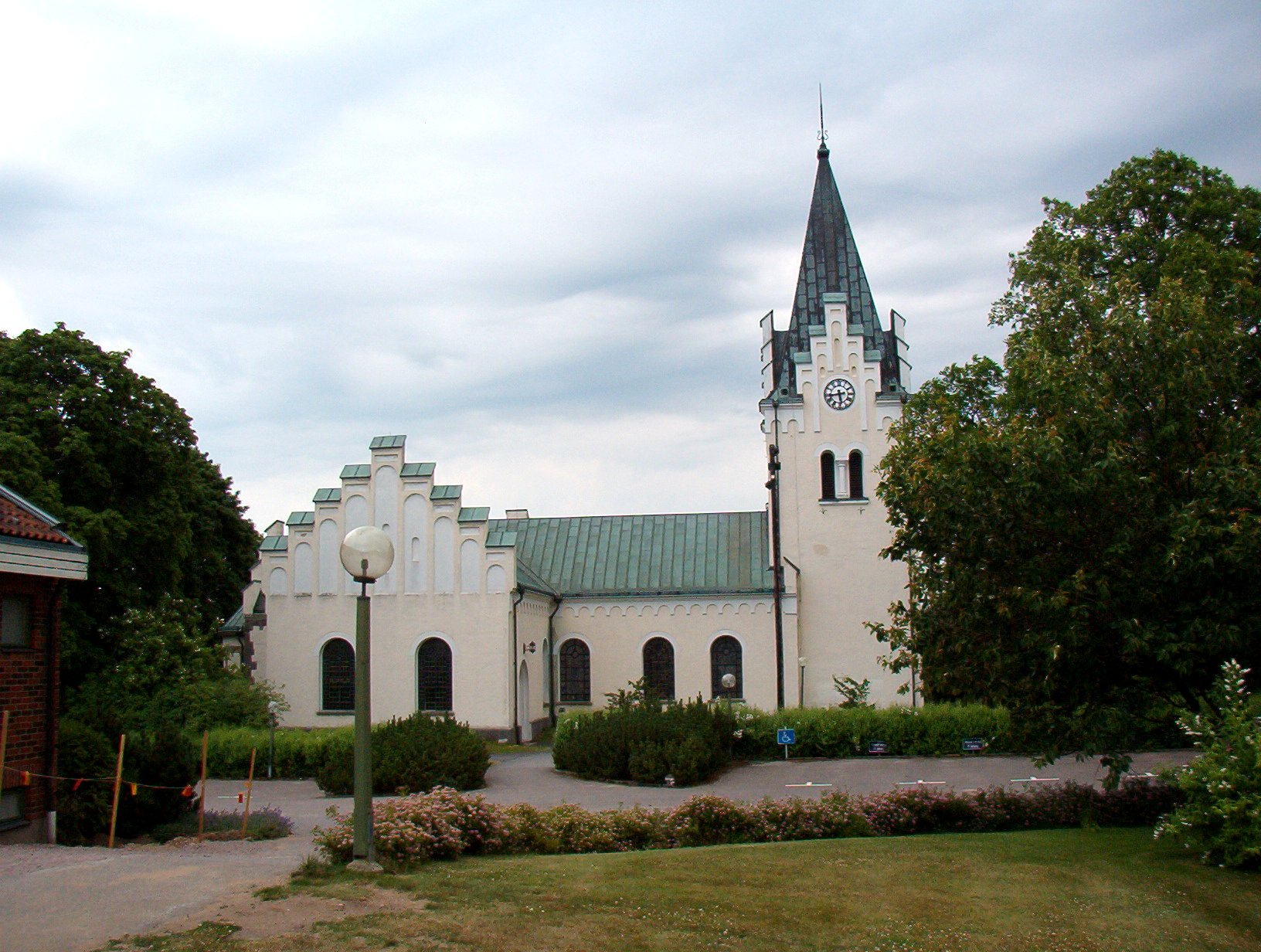
Widok z północy
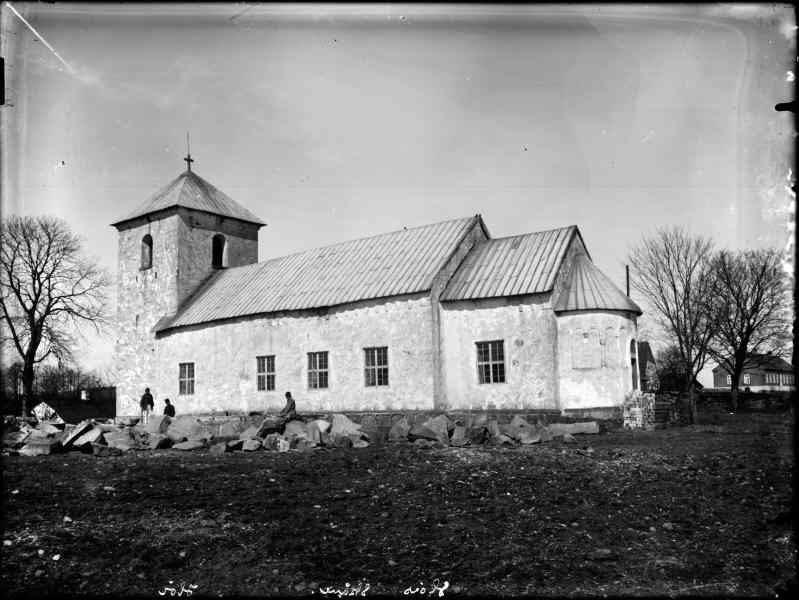
Kościół przed przebudową
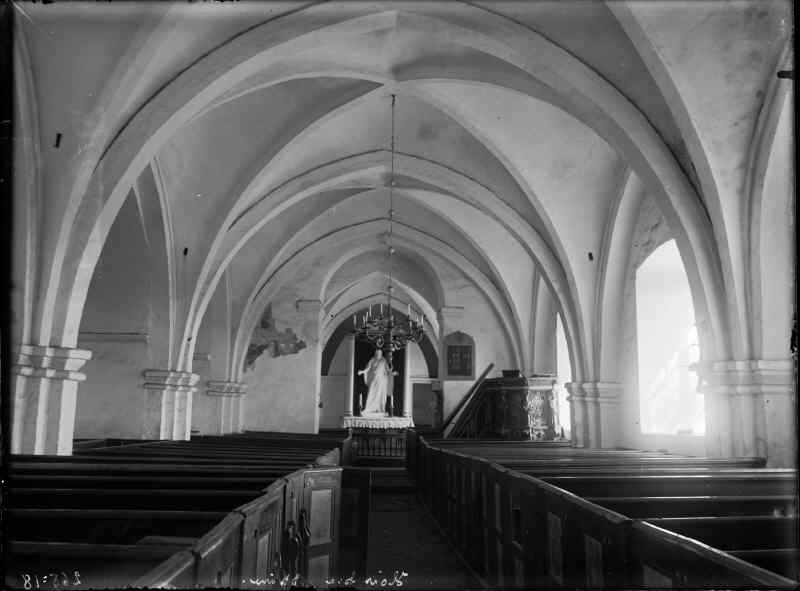
Wnętrze przed przebudową
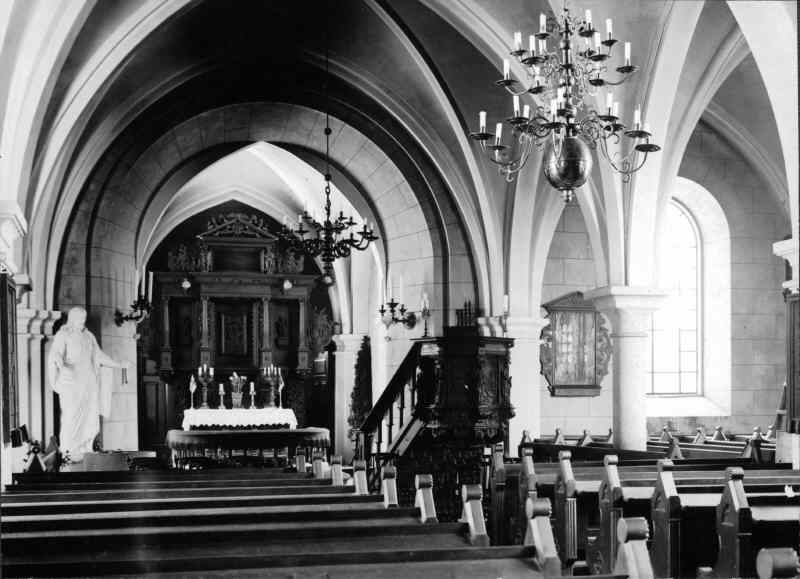
Wnętrze po przebudowie
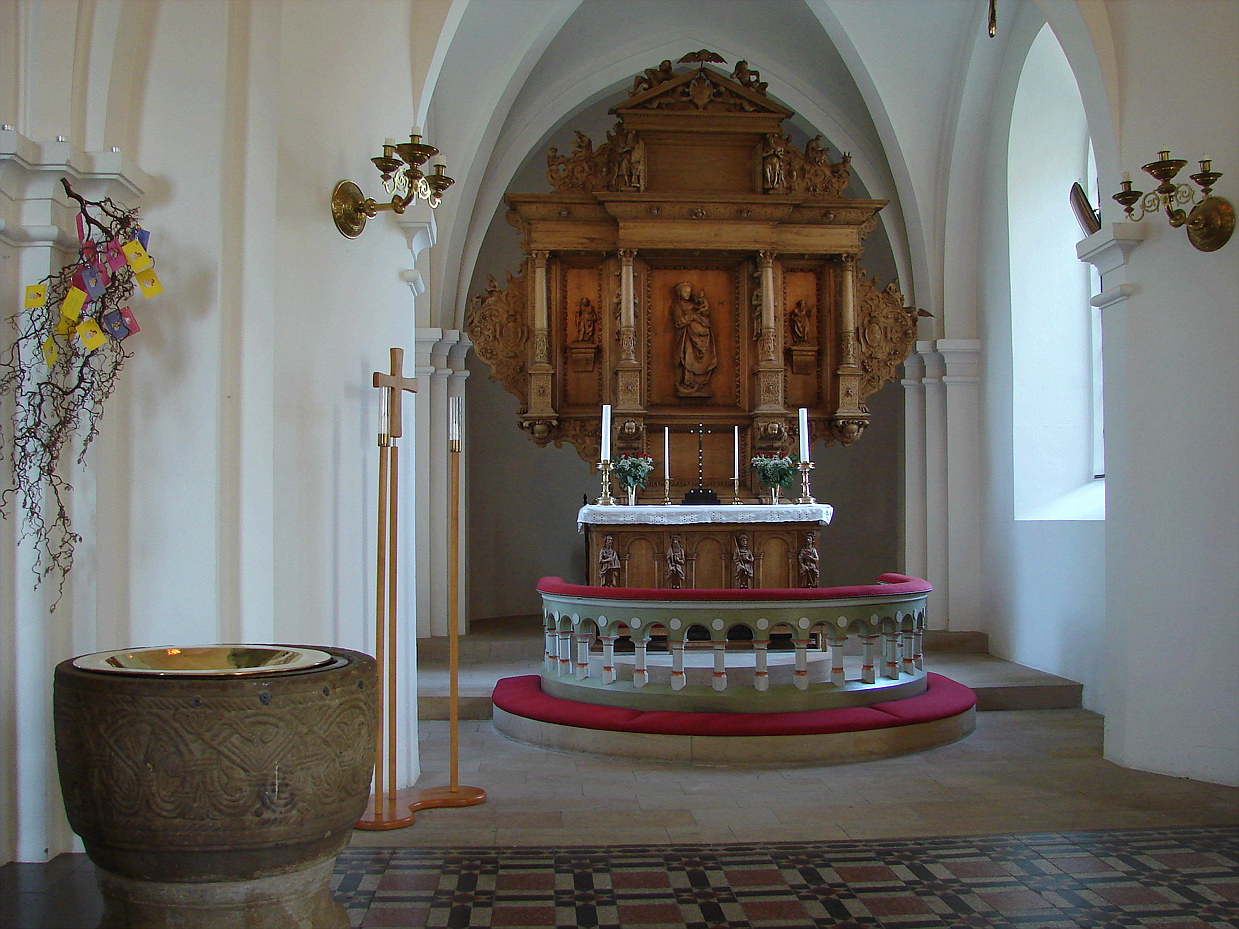
Prezbiterium
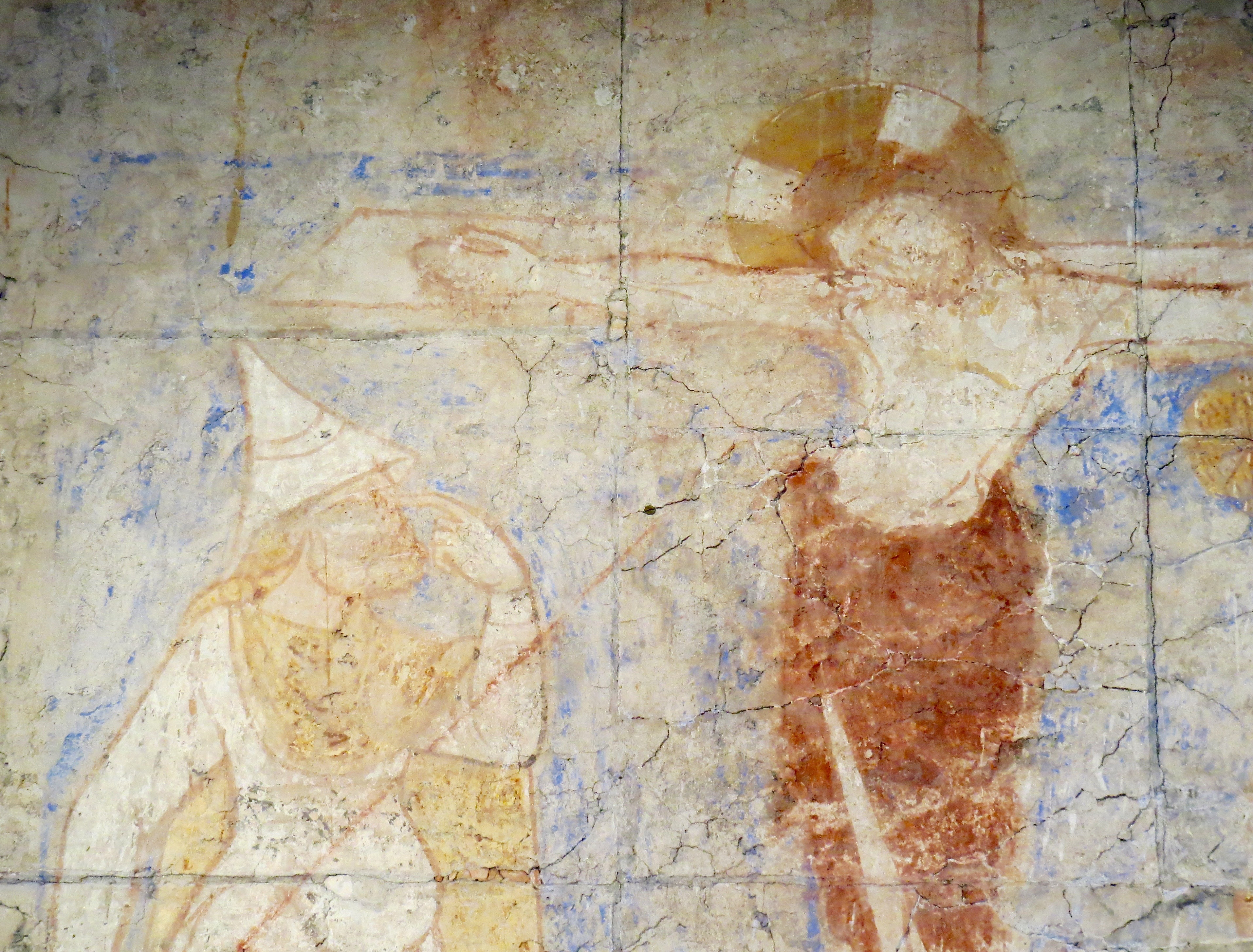
Freski